# Liste der Monuments historiques in Bougey
Die Liste der Monuments historiques in Bougey führt die Monuments historiques in der französischen Gemeinde Bougey auf.

## Liste der Immobilien
| Bezeichnung       | Beschreibung                    | Standort                  | Kennzeichnung | Schutzstatus | Datum | Bild           |
| ----------------- | ------------------------------- | ------------------------- | ------------- | ------------ | ----- | -------------- |
| Château de Bougey | Schloss, ab dem 14. Jahrhundert | 2 rue des Fourches (Lage) | PA70000121    | Classé       | 2020  | weitere Bilder |

## Liste der Objekte
| Bezeichnung                          | Beschreibung                                                                                               | Standort                       | Kennzeichnung | Schutzstatus | Datum | Bild |
| ------------------------------------ | --- | ------------------------------ | ------------- | ------------ | ----- | ---- |
| Prozessionsstab Unterweisung Mariens | Holz, vergoldet, Anfang des 19. Jahrhunderts                                                               | in der Kirche St-Pierre (Lage) | PM70000130    | Classé       | 1976  |      |
| Altarkreuz                           | Kupfer, vergoldet, bezeichnet 1774, Goldschmied N. Gillot                                                  | in der Kirche St-Pierre (Lage) | PM70002024    | Inscrit      | 2002  |      |
| Gemälde Heiliger Isidor              | Ölfarbe auf Leinwand, um 1800                                                                              | in der Kirche St-Pierre (Lage) | PM70002046    | Inscrit      | 1994  |      |
| Gemälde Heiliger Franz-Xaver         | Ölfarbe auf Leinwand, um 1800                                                                              | in der Kirche St-Pierre (Lage) | PM70002047    | Inscrit      | 1994  |      |
| Josefsaltar                          | linker Seitenaltar; Altartisch und Retabel; Holz, farbig gefasst und vergoldet, Ende des 17. Jahrhunderts  | in der Kirche St-Pierre (Lage) | PM70002048    | Inscrit      | 1994  |      |
| Marienaltar                          | rechter Seitenaltar; Altartisch und Retabel; Holz, farbig gefasst und vergoldet, Ende des 17. Jahrhunderts | in der Kirche St-Pierre (Lage) | PM70002049    | Inscrit      | 1994  |      |
| Skulptur Madonna mit Kind            | Holz, farbig gefasst und vergoldet, Ende des 18. Jahrhunderts                                              | in der Kirche St-Pierre (Lage) | PM70002050    | Inscrit      | 1994  |      |
| Skulptur Heilige Barbara             | Holz, farbig gefasst und vergoldet, Ende des 18. Jahrhunderts                                              | in der Kirche St-Pierre (Lage) | PM70002051    | Inscrit      | 1994  |      |
| Skulptur Heilige Katharina           | Holz, farbig gefasst und vergoldet, Ende des 18. Jahrhunderts                                              | in der Kirche St-Pierre (Lage) | PM70002052    | Inscrit      | 1994  |      |